# Quaresma (filme)
Quaresma é um filme português de José Álvaro Morais, a sua última obra. Nela permanece, como nas anteriores, o interesse pelo retrato de pessoas que contraditoriamente aceitam e rejeitam a terra em que nasceram.
Estreou no Cinema King, em Lisboa a 21 de Agosto de 2003.

## Ficha sumária
- Produtor: Paulo Branco
- Produção – Madragoa Filmes (Portugal) e Gemini Filmes (Paris)
- Argumento – Jeanne Waltz e José Álvaro Morais
- Realizador: José Álvaro Morais
- Actores principais: Beatriz Batarda, Filipe Cary, Rita Durão
- Rodagem – Primavera de 2002
- Formato – 35 mm cor Dolby digital
- Género: ficção
- Duração – 95’
- Ante-estreia – Festival de Cannes, Maio de 2003
- Distribuição – Medeia Filmes (Lisboa) e Gémini Films (Paris)

## Sinopse
Antes de ir trabalhar para a Dinamarca, David, engenheiro especializado em energia eólica, desloca-se à Covilhã, sua terra natal, onde tem parentes que há muito não via, porque o seu avô morreu. Casado, pai de uma garota, terá em breve de partir com a mulher e a filha. Trava entretanto conhecimento com Ana, casada com um primo, mulher intrigante por quem se deixa seduzir e que lhe diz: «Se me amas tens que me adivinhar!». A relação, ardente, prolonga-se nas paisagens frias da Dinamarca.
«E a pergunta, a grande pergunta de todos os filmes de José Álvaro de Morais mantém-se: que país é este, que agarra as pessoas com tanta força ao mesmo tempo que lhes dá vontade de fugir?» (Luís Miguel Oliveira no dossier do filme para Festival de Cannes de 2003)

## O retrato
Trata-se de um retrato de personagens da burguesia provinciana do meio rural do centro-norte de Portugal, com raízes num meio agreste e montanhoso, perto da Covilhã, na Serra da Estrela. O ambiente é de clausura, de horizontes fechados, de algo que não só impregna a natureza como se transmite e contamina a mentalidade das pessoas, de algo que não as larga mesmo quando optam pela fuga, mesmo quando deixam a sua terra de origem e mudam de país.
Retrato de uma odisseia «em circuito fechado», de «um road movie que anseia pela estrada que o confirme».

## Elenco
- Beatriz Batarda- Ana
- Filipe Cary - David
- Rita Durão - Lúcia
- Ricardo Aibéo - Gui
- Laura Soveral - Maria Carvalho
- Paula Guedes - Maria Ester
- Teresa Madruga - Julieta
- Fernando Heitor - Tio Vasco
- Rita Loureiro - Maria Antónia
- Nuno Lopes- Filomeno
- Cândido Ferreira - Senhor Fazenda
- Pietro Romani - Pi
- Fernando Sena - Presidente
- David Almeida - Pipa
- João Baptista - Soldado

## Ficha técnica
- Argumento – Jeanne Waltz e José Álvaro Morais
- Supervisão de argumento – Jorge Cramez
- Realizador: José Álvaro Morais
- Assistentes de realização – Paulo Belém e Nuno Milagre

- Produtor: Paulo Branco
- Produção – Madragoa Filmes (Portugal) e Gemini Filmes (Paris)
- Directora de produção – Patrícia Almeida
- Chefe de produção – Alexandre Oliveira
- Assistentes de produção – Paulo Belém e Nuno Milagre

- Director de som – Philippe Morel
- Montagem de som e misturas – Gérard Rousseau
- Música original – Bernardo Sassetti

- Fotografia – Acácio de Almeida
- Assitentes de câmara – Edmundo Diaz e Sandra Meleiro

- Montagem – Christine Maffre
- Segundo montador – Paulo Milhomens

- Decoração – Isabel Branco
- Guarda-roupa – Sílvia Grabowski
- Caracterização – Aracelli Fuente

- Locais de filmagem – Castelo Novo e Dinamarca,
- Rodagem – Primavera de 2002
- Formato – 35 mm cor Dolby digital
- Duração – 95’

- Distribuição – Medeia Filmes (Lisboa) e Gémini Films (Paris)
- Ante-estreia – Festival de Cannes, Maio de 2003
- Estreia: Cinema King, em Lisboa, 21 de Agosto de 2003

## Fesitvais
- Festival de Cannes (Quinzena dos Realizadores), 2003